# Effet de l'alcool sur le rythme circadien
L’horloge biologique des animaux permet une régulation cyclique journalière de plusieurs processus biologiques, créant ce qui est appelé le rythme circadien.
Cette régulation est rendue possible grâce à un ensemble d’interactions à la fois fragiles et complexes entre l’expression de divers gènes et l’activité de plusieurs protéines spécifiques. La prise de l’alcool peut grandement perturber ces mécanismes de régulation, en causant plusieurs effets perceptibles sur les rythmes générés par l’horloge biologique et les activités qui en dépendent. Cela implique plusieurs conséquences au niveau de la régulation de l’expression des gènes de la réponse photosensitive, de la température corporelle, du cycle hormonal, du développement et du système immunitaire.

## Effet de la prise d'alcool sur l'activité de l'horloge circadienne

### Altération sur la température du corps et le sommeil
La prise d’alcool a une influence sur la température corporelle et le sommeil. En effet il a un effet hypothermique pendant le jour et un effet hyperthermique la nuit ce qui cause une diminution 43 % de l'amplitude du rythme circadien de la température. Cela pourrait expliquer en partie les désordres de l’humeur et du sommeil observés chez les patients alcooliques. De plus, l’alcool est un agent de désynchronisation qui entraîne également chez les patients alcools-dépendants, un retard de phase du rythme circadien de la mélatonine, hormone impliquée dans le sommeil. Cependant, ce retard de phase n’est pas observé chez des personnes saines ingérant de l'alcool.

### Altération de la réponse photosensible
Normalement, le cycle circadien possède la capacité de s’ajuster en fonction des stimuli externes tels que la lumière. Cela permet à l’organisme de pouvoir synchroniser les activités biologiques en fonction des évènements de l’environnement externe. Cette capacité est cependant compromise par une prise soutenue d’alcool. Chez les rats placés dans l'obscurité, une impulsion lumineuse vers la fin de la nuit subjective provoque une avance de phase du cycle circadien, comme attendu. Cependant, les rats qui sont sous l’effet de l’alcool sont incapables de répondre à l’effet de l’impulsion lumineuse, et aucune modification de phase n’est observée après avoir reçu l’impulsion lumineuse. Cela indique que la réponse à la lumière qui permet l’ajustement du cycle circadien, est compromise par la prise de l’alcool.

### Altération du rythme circadien de la sécrétion d'hormones
Certaines hormones varient naturellement en suivant un cycle biologique qui leur est propre. Cependant, l’alcool peur venir perturber ces rythmes, notamment ceux de la mélatonine, du cortisol et de la thyréostimuline (TSH).

#### Cortisol
Le cortisol est une hormone stéroïde (synthétisée à partir du cholestérol) sécrétée par la glande surrénale faisant partie de l’axe hypothalamo-hypophyso-surrénalien (HPA). Elle est appelée hormone du stress et sa production est contrôlée par l’horloge biologique. En effet, dans des conditions physiologiques normales, sa sécrétion se déroule en antiphase avec celle de la mélatonine. Cela s’explique par le fait que la mélatonine se lie à des récepteurs présents sur les cellules sécrétrices de cortisol, ce qui diminue leur réponse à l’ACTH. On observe donc des concentrations minimales en début de nuit et des concentrations maximales en début de matinée. Cette rythmicité dans la sécrétion de cortisol est causée par quatre phases de libération qui varient en fréquence et en durée,. La réduction des niveaux de cortisol plasmatique au cours de la journée est due à la boucle de rétroaction négative de l’axe HPA, qui implique l’inhibition de la production de CRH et d’ACTH lors d’une interaction avec des glucocorticoïdes (cortisol),.
Lors de la consommation d’alcool, le rythme circadien de l’axe HPA peut être perturbé : 
- Chez des personnes non dépendantes, l’ingestion d’une concentration d’alcool supérieure à 100 mg/100 ml active les cellules neurosécrétrices de l‘adénohypophyse, ce qui déclenche la cascade de l’axe HPA pour produire du cortisol[16]. Cependant, les effets observés ainsi que leur intensité dépendent fortement de l’heure d’ingestion, de la quantité ainsi que des antécédents familiaux[17]. Par exemple, lorsque l’alcool est consommé en soirée, il agit comme un stimulant sur l’axe HPA, tandis que le matin, son effet est plutôt dépresseur[18].
- Chez les alcoolodépendants consommant activement, une hypersécrétion de cortisol par la glande surrénale entraine une augmentation de la concentration plasmatique basale de cette hormone dans l’organisme par rapport aux personnes saines[19]. La fréquence de consommation d'alcool a un impact sur le taux de sécrétion de cortisol. En effet, les personnes qui consomment davantage tendent à avoir une courbe de sécrétion plus plane, soit une décroissance moindre au cours de la journée (perte de la rythmicité). Cela peut s'expliquer par une rétroaction négative diminuée des glucocorticoïdes sur la sécrétion de CRH et d’ACTH[20],[21].De plus, lorsque l’alcool est ingéré de façon chronique, les réponses neuroendocrines peuvent être atténuées à long terme en raison d’une adaptation des cellules hypothalamiques à cette substance, résultant en un dysfonctionnement de l’axe HPA[22].En effet, les quantités d’ACTH produites par l’hypothalamus sont réduites puisque cette hormone réagit dorénavant moins fortement à une stimulation induite par la CRH [19]. À l’appui, chez certains alcooliques, le pic de réponse maximale de l’ACTH à la CRH peut survenir deux fois plus tard que chez les individus sains. Ce dérèglement de l’axe HPA peut mener à des réponses plus faibles face à un stress dans le futur[23]. Finalement, lors d’un sevrage, on observe une surproduction de cortisol par la glande surrénale, en raison de la sensibilité accrue à l’ACTH[24]. Pendant l’abstinence précoce, les niveaux de cortisol plasmatique demeurent supérieurs à ceux des personnes saines, mais un retour à une rythmicité de sécrétion normale peut être observé après quelques jours, voire semaines[23].

#### Mélatonine
La mélatonine est une hormone essentielle à la régulation du sommeil chez les humains. Lorsque la quantité en lumière diminue, l’hormone est sécrétée par la glande pinéale et est inhibée lorsqu’elle est exposée à la lumière afin de permettre l’éveil ,. Le cycle veille-sommeil dépend des noyaux suprachiasmatiques, qui se charge de réguler les sécrétions nocturnes et diurnes de mélatonine en envoyant des signaux à la glande pinéale, ce qui permet à l’organisme de conserver un cycle de 24 heures. Ainsi, des agents perturbateurs comme l’alcool peuvent avoir des effets sur cette hormone, notamment en jouant sur la sécrétion de celle-ci. En effet, il peut faire en sorte que la mélatonine soit sécrétée durant le jour et peut affecter son processus de synthèse durant la nuit chez les alcooliques lors d’une consommation chronique ainsi que pendant les premières heures de sevrage. Ainsi, le pic de sécrétion de cette hormone est retardé. La consommation d’alcool en soirée, même chez des individus qui ne démontrent aucun signe d’addiction, réduit la quantité de mélatonine sécrétée durant la nuit,. De plus, la consommation chronique d’alcool perturbe le métabolisme d’une grande partie des neurotransmetteurs impliqués dans le cycle éveil-sommeil. D’ailleurs, l’origine des dommages causés par l’alcool vient de la désynchronisation, cette dernière se caractérisant par les troubles du rythme quotidien des indicateurs physiologiques des systèmes hémodynamiques cardiovasculaire, digestif et cérébral. L’utilisation régulière d’alcool diminue non seulement les ressources tissulaires de la glande pinéale sur le long terme, ce qui peut causer une altération de sa fonction, mais cause aussi la cessation complète de la sécrétion de mélatonine.

#### Thyréostimuline (TSH)
La thyréostimuline (TSH) est une hormone sécrétée par l’adénohypophyse qui agit en stimulant la thyroïde via l’axe hypothalamo-hypophyso-thyroïdien (HPT). Cette glande peut ensuite synthétiser et sécréter la triiodothyronine (T3) et la thyroxine (T4), qui jouent un rôle dans le métabolisme cellulaire. Ces dernières régulent ensuite leur propre sécrétion, entre autres grâce à une boucle de rétroaction négative. En temps normal, le pic de libération de la TSH a lieu pendant la nuit.
En fonction des prises d’alcool, plusieurs résultats sont observables :
- Chez les personnes non dépendantes à l’alcool, les résultats des premières études réalisées seulement de jour n’ont pas montré de variations significatives dans la fonction de l’axe HPT[36],[37].Plus récemment, avec les expériences de Danel et Touitou[38] sur une durée de 26h, les résultats ont montré l’inverse. Après l’ingestion d’une quantité importante d’alcool (256g/jour), le rythme circadien du TSH a presque disparu ainsi que son pic de concentration pendant la nuit. L’heure de la prise d’alcool joue donc un rôle essentiel sur la variation de la sécrétion de l’hormone
- Lorsque l’alcool est consommé de façon chronique (personnes alcooliques), une stimulation par la TRH engendre une réponse de la TSH plus faible, possiblement dû à un dysfonctionnement de la glande thyroïde [39]. En situation de sevrage, les concentrations de T3 et T4 dans l’organisme sont inférieures chez les alcoolodépendants que chez les personnes saines[40]. Toutefois, à la suite d'une période d’abstinence prolongée, la fonction de l’axe HPT peut se rétablir[39]. Cependant, en cas de rechute, les personnes alcooliques verront ce dérèglement thyroïdien réapparaitre[41].

## Altération de l'horloge à long terme après une prise d'alcool pendant le développement

### Consommation d'alcool pendant la période du développement cérébral
Il a été démontré, chez les mammifères, que l’exposition à l’alcool pendant la période du développement cérébral rapide, affecte la photopériode et produit des changements de phase du rythme circadien dans des comportements journaliers, et ce, durant le restant de la vie de l’individu. Les altérations se jouent en fait au niveau du taux et du moment de l’expression de gènes de l’horloge. En effet, la prise d’alcool au cours de la poussée de croissance du cerveau modifie la régulation circadienne de certains gènes exprimés dans les noyaux suprachiasmatiques (SCN), le cervelet, ainsi que le foie. Parmi ces gènes: les gènes périodes, Per1 et Per2, le gène cytochrome, Cry1, et Bmal1, qui produit une protéine faisant partie du complexe qui régule la majorité des gènes de l’horloge. En condition normale du développement cérébral, Per2 et Cry1 sont plus fortement exprimés pendant la période d’inactivité (soit la nuit pour un animal diurne et le jour pour un animal nocturne). Cependant avec une exposition à l’alcool durant le développement cérébral rapide, Per2 est exprimé en moins grande quantité et durant la période d’activité en même temps que Cry1. De plus, Bmal1, normalement exprimé pendant la période d’activité, se retrouve exprimé en période d’inactivité chez les individus ayant été exposés à l’alcool. Les protéines induites par Per1 et 2 ainsi que par Cry1 ont des rôles similaires dans la rythmicité. Une délétion ou une mauvaise expression de leurs gènes implique un rythme circadien défaillant. De plus celles-ci forment ensemble les complexes nécessaires au rétrocontrôle négatif qui manipule les transcriptions des gènes de l’horloge. 

### Exposition prénatale à l'alcool
Chez l’humain, les individus ayant été exposé à l’alcool en période prénatale ont démontré des défaillances dans certaines caractéristiques type de l’horloge circadienne, des années après leurs naissances, tels que d’importantes perturbations dans le cycle éveil-sommeil- rêve ou encore une forte réponse au stress. Ceci est dû à une anomalie dans l’expression sous un rythme circadien de l’ARNm de la proopiomélanocortine codant le peptide β-endorphine au niveau de l’hypothalamus des individus adultes. La fonction circadienne des neurones β-endorphines, naturellement régulatrices de l’axe du stress, s’y trouve donc affectée et l’individus, même une fois adolescent ou adulte a de mauvaises réponses au stress et peut présenter des signes de dépression et de maladie mentale.

## Effet de l'alcool sur le rythme circadien: conséquence pour le système immunitaire
La perturbation du cycle circadien par la prise d’alcool est à l’origine d’un risque plus élevé d’infections ainsi qu’une plus grande probabilité de développer un cancer sur le long terme. Cela est dû à la perturbation des variations normales de la quantité de granzyme B, de la perforine et de l’interféron IFN-gamma, dont la quantité présente dans l’organisme à un moment donné de la journée dépend des activités de l’horloge biologique. En effet, la variation cyclique de ces protéines permet une régulation adéquate de l’activité des cellules tueuses naturelles (NK). Ces cellules NK sont capables de reconnaitre les cellules affectées par un pathogène ou un cancer en détectant des protéines caractéristiques de ces maladies sur la membrane cellulaire. Une fois une cellule anormale détectée, les cellules NK la détruisent en libérant des substances chimiques. Cependant, lorsque la variation des substances régulatrices est anormale sous l’effet de l’alcool, les activités des cellules NK sont affectées et les cellules infectées ou cancéreuses auront une plus grande chance de subsister, ce qui augmente l’incidence et la gravité des maladies.

## Les variations des gènes de l'horloge circadienne chez l'humain sont reliées avec la prise d'alcool
L’alcool au niveau neuronal modifie le modèle d’expression des gènes per dans le noyau suprachiasmatique. En particulier, les fonctions circadiennes des neurones contenant de la β- endorphine qui participent au contrôle du renforcement de l'alcool et deviennent perturbées après un apport régulier d'alcool. L’activité du gène per2 régule la consommation d’alcool en agissant sur le système glutamatergique grâce à des mécanismes de réabsorption du glutamate. De ce fait, il peut affecter une variété de processus physiologiques qui sont contrôlés par notre horloge interne. En effet excès de glutamate dans la fente synaptique est responsable d’un état hyperglutamatergique et peut entrainer un trouble du comportement. Un état hyper glutamatergique est notamment une des causes de la dépendance à l’alcool. Ainsi, les gènes Clock semblent être impliqués dans les mécanismes modulateurs communs des comportements associés à l'addiction aux drogues. Lorsque la fonction propre d'un gène circadien de l'horloge est modifiée, il existe une augmentation de la consommation d'alcool. L’augmentation de l'appétence à l'alcool chez les travailleurs de nuit et chez les pilotes d'avion peut ainsi être expliquée en partie.